# Pyhäkero
Pyhäkero är ett berg i Lappland i Finland. Den ligger i Enontekis kommun. Toppen på Pyhäkero är 704 meter över havet, eller 334 meter över den omgivande terrängen.